# Carcelia excisa
Carcelia excisa là một loài ruồi trong họ Tachinidae.